# HD 94180
HD 94180，又名BD+01 2495，SAO 118550、HR 4244，是一颗恒星，视星等为6.38，位于銀經250.31，銀緯51.29，其B1900.0坐标为赤經10h 47m 5.4s，赤緯+1° 51.29′ 21″。